# Station Landébia
Station Landébia is een spoorweghalte in de Franse gemeente Landébia. Zij wordt bediend door treinen van het netwerk TER Bretagne op het traject Saint-Brieuc - Dinan.